# Штурмовик

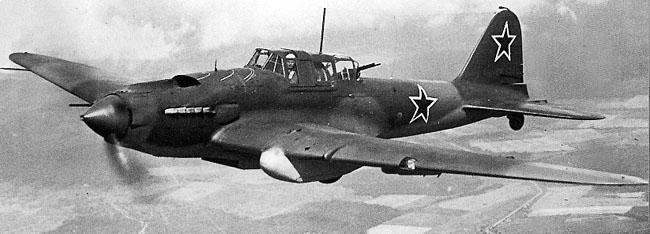
Советский Ил-2 — самый известный штурмовик Второй мировой войны.

Штурмови́к — летательный аппарат (самолёт, вертолёт, БПЛА), относящийся к штурмовой авиации и предназначенный для непосредственной поддержки сухопутных войск и морских сил вооружённых сил государств мира в бою, а также для прицельного поражения различных наземных и морских целей (сооружений, вооружений и военной техники).
Первым в мире специальным самолётом для таких целей был «Лебедь-ХII», созданный в 1915 году. Ранее данный тип самолёта, предназначенный для атаки живых целей и имеющий сильное вооружение для стрельбы по наземной поверхности и броне, в соответствии с уставом Красной армии 1928 года, назывался «боевиком».
Штурмо́вка — поражение наземных и морских целей при помощи стрелково-пушечного вооружения (пушек и пулемётов), а также ракет. Такой способ поражения оказывается более пригодным для нанесения ударов по растянутым целям, таким как скопления и особенно походные колонны стрелков (пехоты), вооружения и военной техники. Наиболее эффективны удары по открыто расположенной живой силе и небронированной технике (автомобили, небронированные тягачи и буксируемая ими техника, железнодорожный транспорт). Для выполнения этой задачи летательный аппарат должен действовать на малой высоте без пикирования («бреющий полёт») или с пологим пикированием (под углом не более 30 градусов).

## История

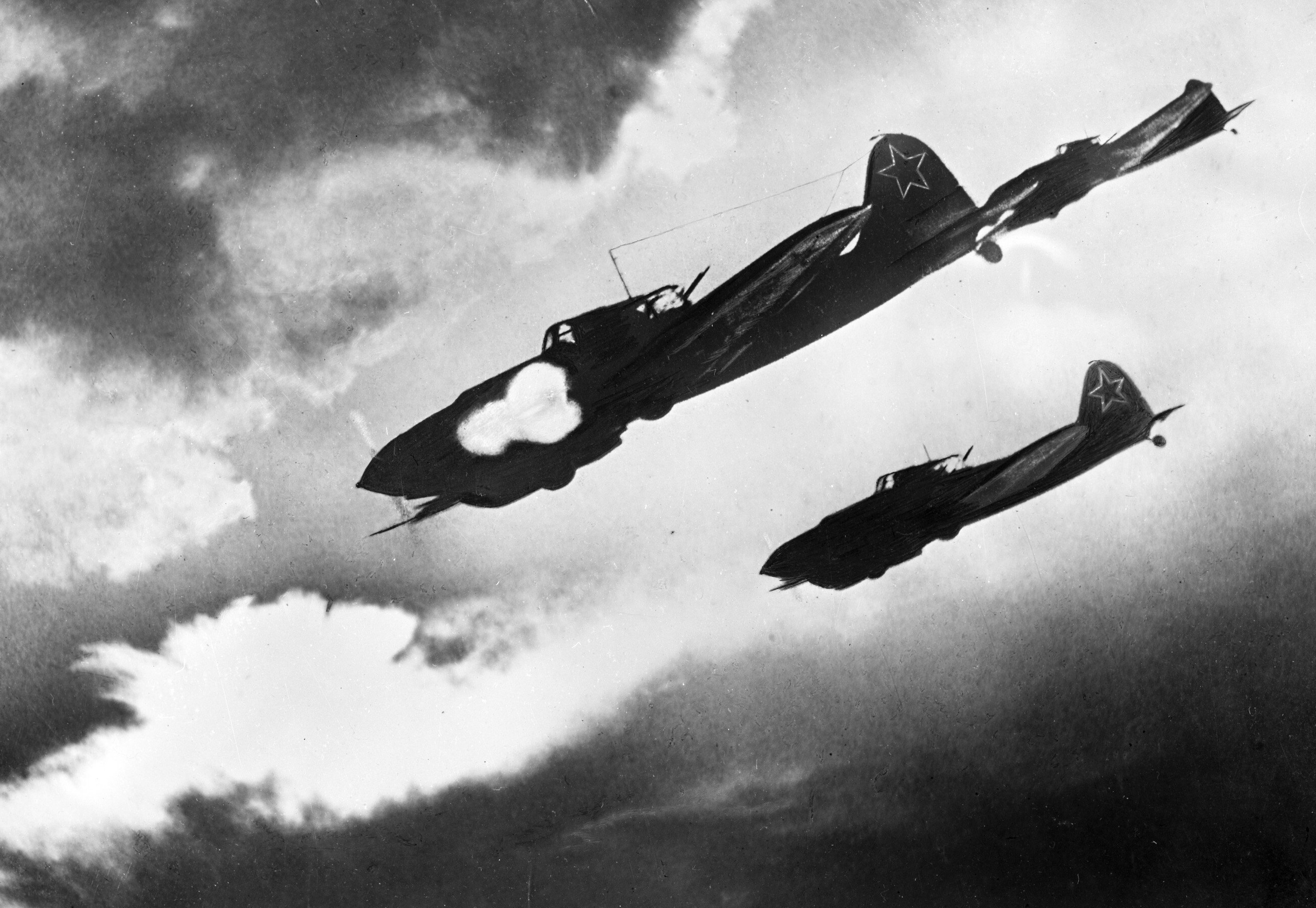
Штурмо́вка, «Ил-2 атакует» - советские лётчики на самолётах Ил-2 атакуют колонну противника, Курская дуга, Воронежский фронт, 1 июля 1943 года.

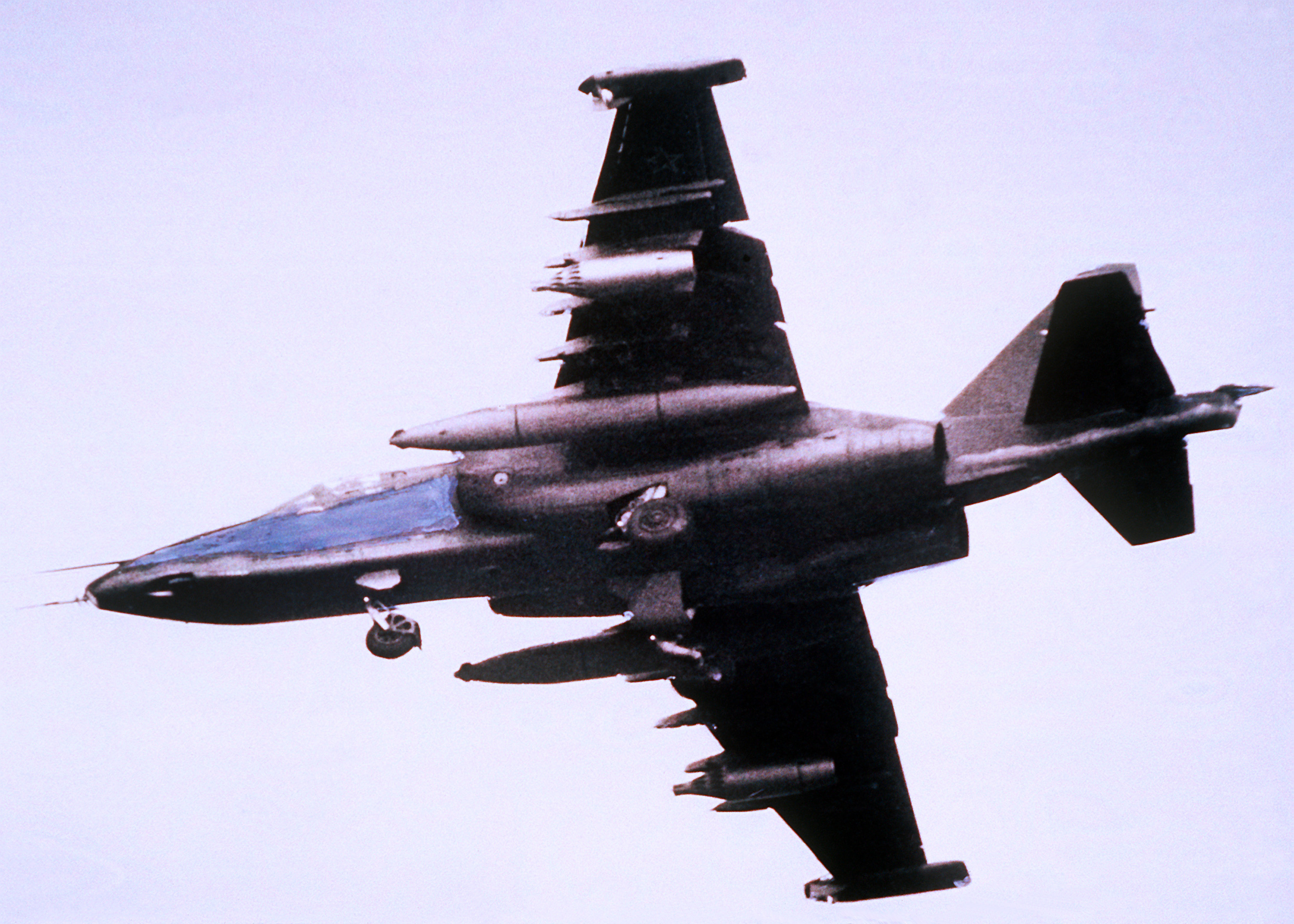
Советский штурмовик Су-25.

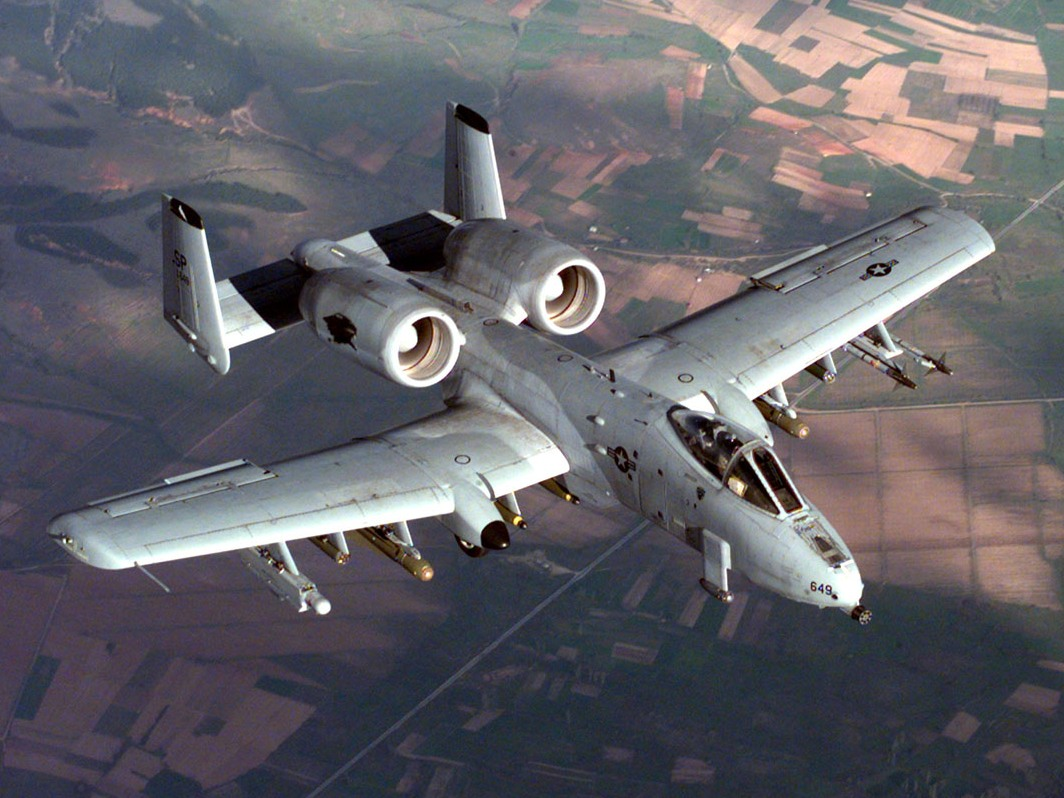
Американский штурмовик A-10 Thunderbolt II.

В качестве самолётов штурмовой авиации могут использоваться неспециализированные типы летательных аппаратов (ЛА), такие как обычные истребители, а также лёгкие и пикирующие бомбардировщики. Однако в 1930-е годы был выделен специализированный класс самолётов для штурмовых действий. Причина этого в том, что, в отличие от штурмовика, пикирующий бомбардировщик поражает лишь точечные цели; тяжёлый бомбардировщик действует с большой высоты по площадям и крупным неподвижным целям — для поражения цели непосредственно на поле боя он не годится, так как велик риск промахнуться и ударить по своим; истребитель (как и пикирующий бомбардировщик) сильного бронирования не имеет, в то время как на малых высотах самолёт подвергается прицельному обстрелу из всех видов оружия, а также воздействию шальных осколков, камней и прочих опасных предметов, летящих над полем боя.
Самым массовым штурмовиком Второй мировой войны (а также самым массовым боевым самолётом в истории авиации) стал советский  Ил-2 КБ Ильюшина. Следующей машиной этого типа, созданной Ильюшиным, стал Ил-10, который применялся только в самом конце Второй мировой.
Авиация вооружённых сил нацистской Германии (Люфтваффе) также использовало специализированный штурмовик Henschel Hs 129, но он был выпущен в малых количествах и не сыграл существенной роли во Второй мировой войне. Функции штурмовика (истребителя танков) в Люфтваффе выполнял Junkers Ju 87G, оснащённый двумя подкрыльевыми пушками. Кроме того, усиленное бронирование несли варианты этого самолёта серии Ju-87D.
Класс штурмовиков чётких границ не имеет. К штурмовикам близки такие летательные аппараты, как истребитель-бомбардировщик и пикирующий бомбардировщик. Однако в годы Второй мировой войны концепция истребителя-бомбардировщика себя не оправдала, несмотря на популярность и кажущуюся логичность. Проблема была в том, что подготовка как квалифицированного пилота истребителя, так и квалифицированного пилота бомбардировщика — чрезвычайно сложна и дорога. Подготовить же пилота, способного качественно совмещать эти профессии, намного сложнее. А без этого истребитель-бомбардировщик превращался в обычный скоростной бомбардировщик, не предназначенный для поражения целей при помощи пикирования. Неспособность к пикированию и отсутствие второго члена экипажа, отвечающего за прицеливание, делало применение истребителей-бомбардировщиков недостаточно эффективным для нанесения бомбовых ударов. А отсутствие бронирования не позволяло действовать на малых высотах так, как это делали специализированные бронированные штурмовики.
Из истребителей наиболее успешно в качестве штурмовиков применялись слегка модифицированные Focke-Wulf Fw 190F и немодифицированные Hawker Typhoon и Republic P-47 Thunderbolt.
Роль штурмовиков снизилась после появления кассетных бомб (при помощи которых вытянутые цели поражаются эффективнее, чем из стрелкового оружия), а также вследствие развития ракет класса «воздух-поверхность» (повысилась кучность и дальность, появились управляемые ракеты). Скорость боевых самолётов возросла и поражать цели, находясь на малой высоте, для них стало проблематично. С другой стороны, появились штурмовые вертолёты, почти полностью вытеснившие самолёт с малых высот.
В связи с этим в послевоенный период в ВВС росло сопротивление разработке штурмовиков как узкоспециализированных самолётов. Хотя непосредственная воздушная поддержка наземных войск авиацией оставалась и остаётся крайне важным фактором современного боя, основной упор делался на проектирование универсальных самолётов, совмещающих в себе функции штурмовика.
Примером послевоенных штурмовиков являются Blackburn Buccaneer, A-6 Intruder, A-7 Corsair II. В других случаях атака наземных целей стала сферой деятельности переоборудованных тренировочных самолётов, как например BAC Strikemaster, BAE Hawk и Cessna A-37.
В 1960-х годах и советские, и американские военные вернулись к концепции специализированного самолёта непосредственной поддержки войск. Учёные обеих стран остановились на сходных характеристиках подобных самолётов — хорошо бронированный, высокоманёвренный дозвуковой самолёт с мощным артиллерийским и ракетно-бомбовым вооружением. Результатом разработок стали Су-25 в СССР и Republic A-10 Thunderbolt II в США. Характерной особенностью обоих самолётов стало полное отсутствие средств воздушного боя (хотя позже на обоих самолётах начали устанавливать ракеты «воздух-воздух» малого радиуса действия для самозащиты). Военно-политическая ситуация (существенное превосходство советских танков в Европе) определила основное назначение А-10 как противотанкового самолёта, в то время как Су-25 в большей мере предназначался для поддержки войск на поле боя (уничтожения огневых точек, всех типов транспорта, живой силы, важных объектов и укреплений противника), хотя одна из модификаций самолёта также выделилась в специализированный «противотанковый» самолёт.
Роль штурмовиков остаётся хорошо определённой и востребованной. В НАТО на роль штурмовиков всё чаще предлагают модифицированные серийные истребители, в результате чего используются двойные обозначения, как например F/A-18 Hornet, в связи с ростом роли высокоточного оружия, сделавшего ненужным прежнее сближение с целью. В последнее время на Западе для обозначения подобных самолётов получил распространение термин «ударный истребитель».
Во многих государствах вообще не существует понятия «штурмовик», а для штурмовки используются самолёты, относящиеся к классам «пикирующий бомбардировщик», «фронтовой истребитель», «тактический истребитель» и прочие.
Штурмовиками сейчас также называют и штурмовые вертолёты.
В государствах Организации североатлантического договора (НАТО) летательные аппараты данного класса обозначают префиксом «A-» (от англ. Attack) с последующим цифровым обозначением (до 1946 года префикс «A-» также присваивался лёгким бомбардировщикам).